# Petronella Burgerhof
Petronella Burgerhof, née le 6 décembre 1908 à La Haye (Pays-Bas) et morte le 15 septembre 1991 dans la même ville, est une gymnaste artistique néerlandaise.

## Biographie
Petronella Burgerhof remporte aux Jeux olympiques d'été de 1928 à Amsterdam la médaille d'or du concours général par équipes féminin avec Estella Agsteribbe, Helena Nordheim, Anna Polak, Judikje Simons, Elka de Levie, Jacomina van den Berg, Jacoba Stelma, Alida van den Bos, Anna van der Vegt, Petronella van Randwijk et Hendrika van Rumt.